# Haunted Mansion

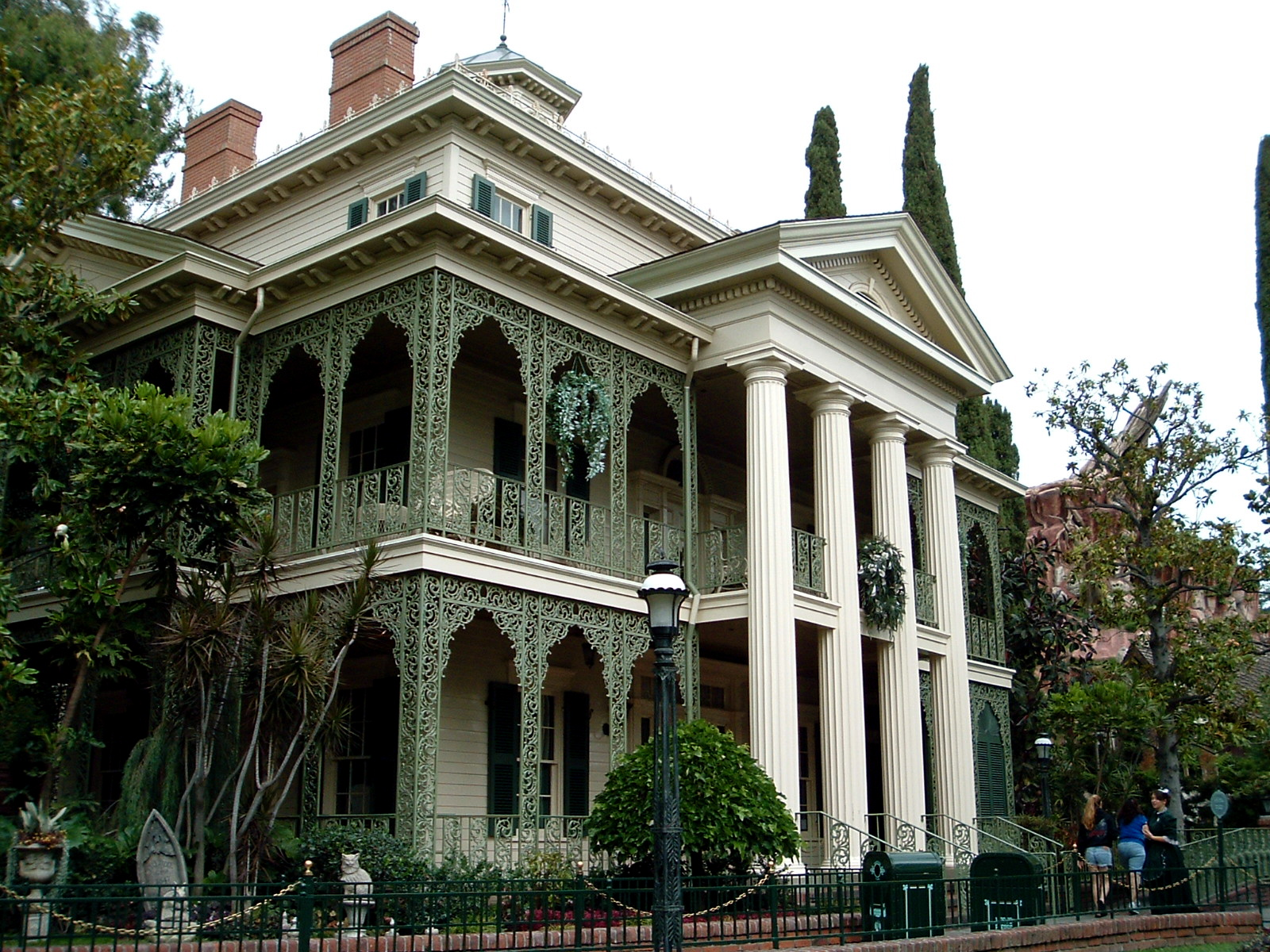
Veduta di Haunted Mansion a Disneyland

L'Haunted Mansion è una famosa attrazione dark ride, situata in molti parchi a tema Disney intorno al mondo. Una versione modificata del giro chiamata Phantom Manor si trova a Disneyland Paris, mentre un'altra ambientata in una magione chiamata Mystic Manor si trova a Hong Kong Disneyland ed è stata inaugurata nel 2013. La casa dei fantasmi dispone di un tour ride-through in veicoli Omnimover denominata "Doom Buggy" e uno spettacolo di walk-through viene visualizzato per i piloti in attesa nella coda di linea. L'attrazione utilizza una gamma di tecnologie, dai secolari effetti teatrali per effetti speciali moderni dotati di audio-animatroni.